# Saint-Nicolas-de-la-Taille
Saint-Nicolas-de-la-Taille ist eine französische Gemeinde mit 1.634 Einwohnern (Stand: 1. Januar 2022) im Département Seine-Maritime in der Region Normandie. Sie gehört zum Arrondissement Le Havre und zum Kanton Bolbec (bis 2015: Kanton Lillebonne). Die Einwohner werden Scolatissiens genannt.

## Geographie
Saint-Nicolas-de-la-Taille liegt etwa 26 Kilometer östlich von Le Havre im Pays de Caux. Saint-Nicolas-de-la-Taille wird umgeben von den Nachbargemeinden Saint-Antoine-la-Forêt im Norden, Saint-Jean-de-Folleville im Osten, Tancarville im Süden, La Cerlangue im Westen sowie Mélamare im Nordwesten.

## Bevölkerungsentwicklung
| 1962                      | 1968 | 1975 | 1982 | 1990 | 1999 | 2006 | 2013 |
| ------------------------- | ---- | ---- | ---- | ---- | ---- | ---- | ---- |
| 608                       | 614  | 760  | 919  | 1029 | 1035 | 1282 | 1427 |
| Quelle: Cassini und INSEE |      |      |      |      |      |      |      |

## Sehenswürdigkeiten
- Kirche Saint-Nicolas aus dem 16. Jahrhundert
- Gutshof Les Rhâmes aus dem 14. Jahrhundert

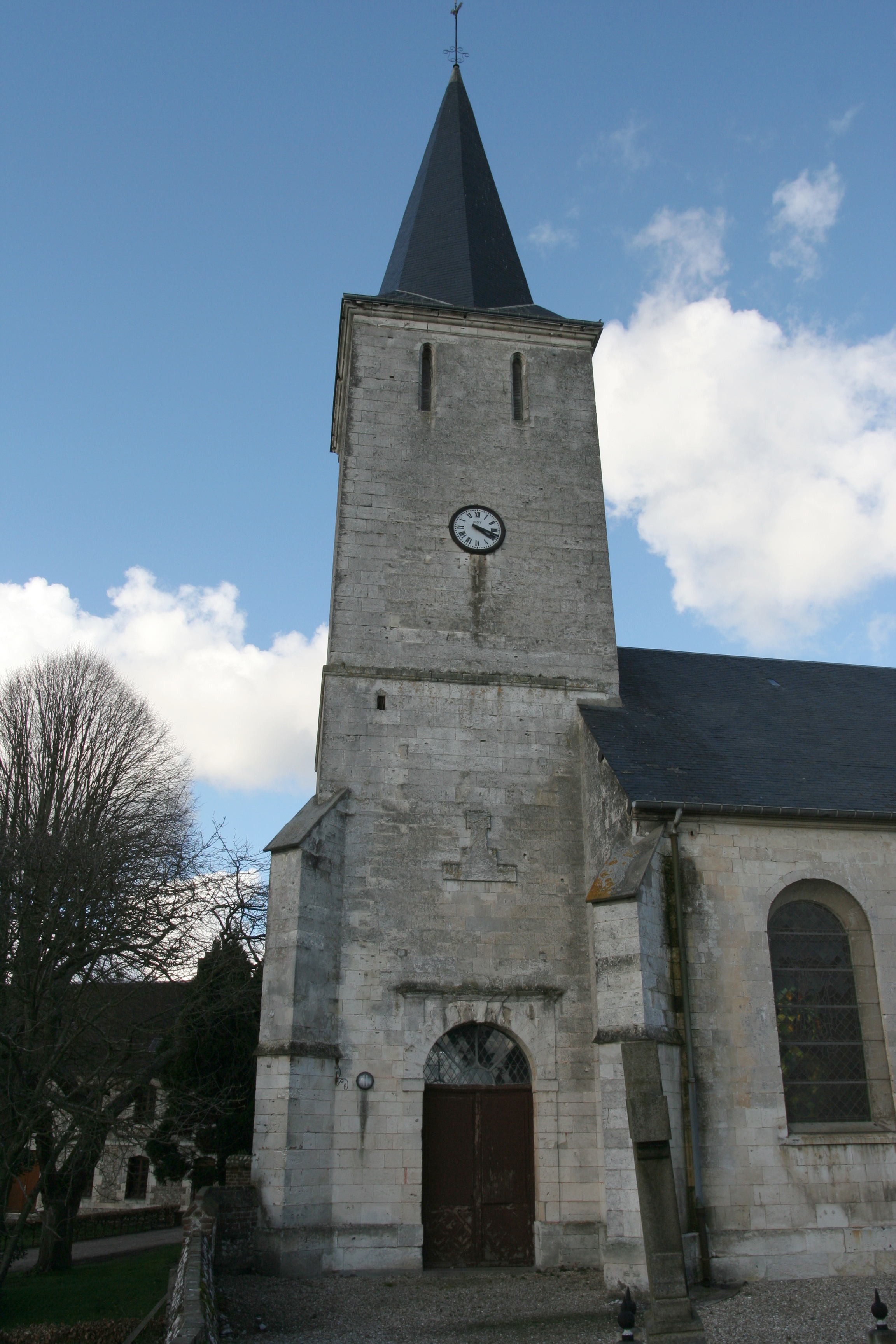
Kirche Saint-Nicolas